# Apple A12 Bionic
Apple A11 Bionic Apple A13 Bionic
L'Apple A12 Bionic est un système sur puce (SoC) créé par Apple et basé sur une architecture de processeur 64 bits ARM. Il est apparu pour la première fois dans l'iPhone XS, l'iPhone XS Max et l’iPhone XR, présentés le 12 septembre 2018. L'Apple A12 Bionic dispose de deux cœurs hautes performances 15 % plus puissants et 40 % plus économes en énergie par rapport à son prédécesseur l'Apple A11 Bionic, et quatre cœurs basse consommation qui utilisent 50 % d’énergie en moins que ceux de l'Apple A11 Bionic,.

## Produits équipés d'un Apple A12 Bionic
- iPhone XS et XS Max
- iPhone XR
- iPad Air 3
- iPad mini 5
- iPad (8e génération)[5]
- Apple TV 4K (2021)